# Vigna angularis
La planta Vigna angularis, conocida como alubia, judía, frijol o poroto adzuki (o azuki) y también a veces como alubia morada, soja roja, es una legumbre cultivada en extremo oriente y el Himalaya.

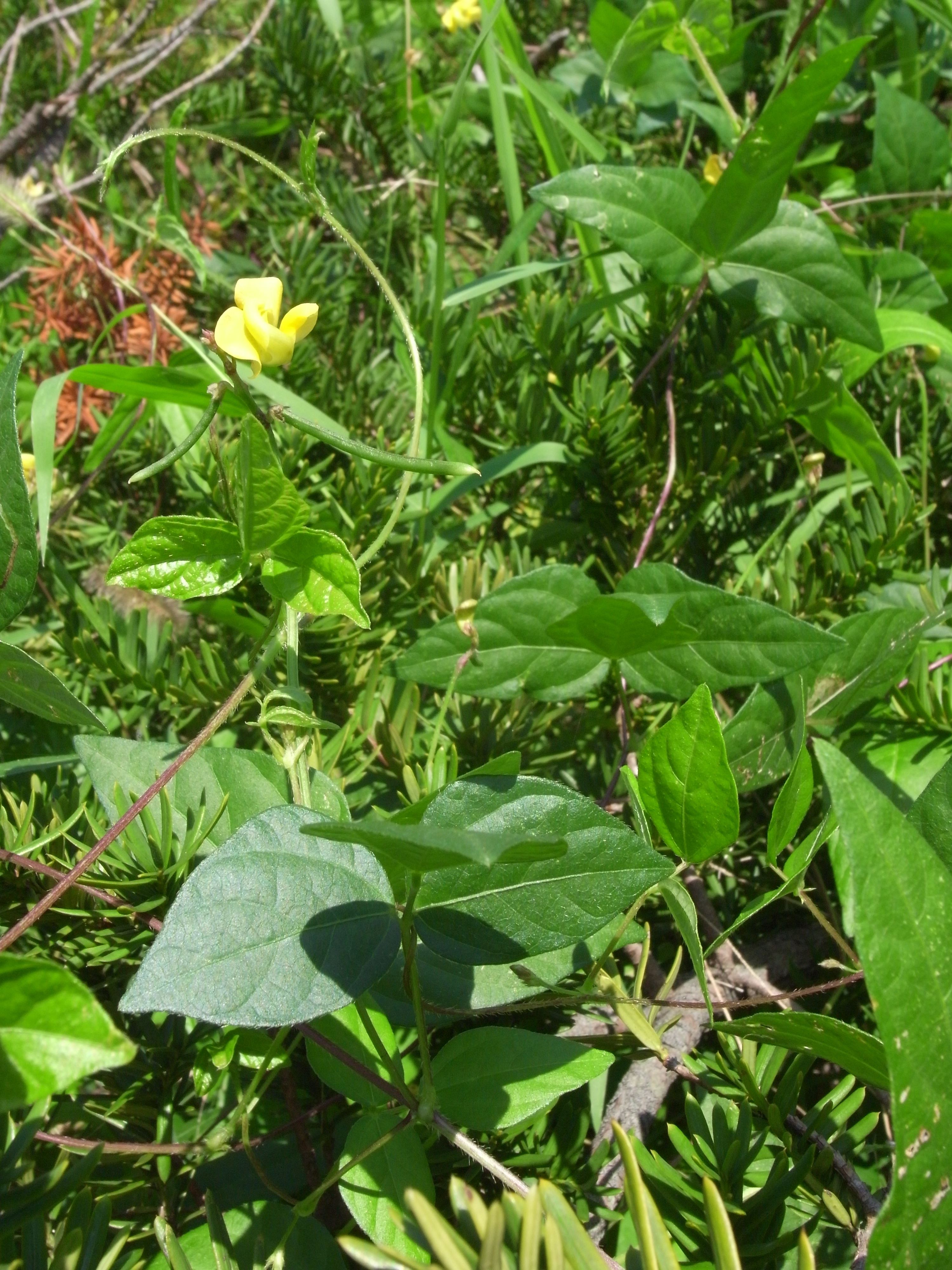
Vista de la planta

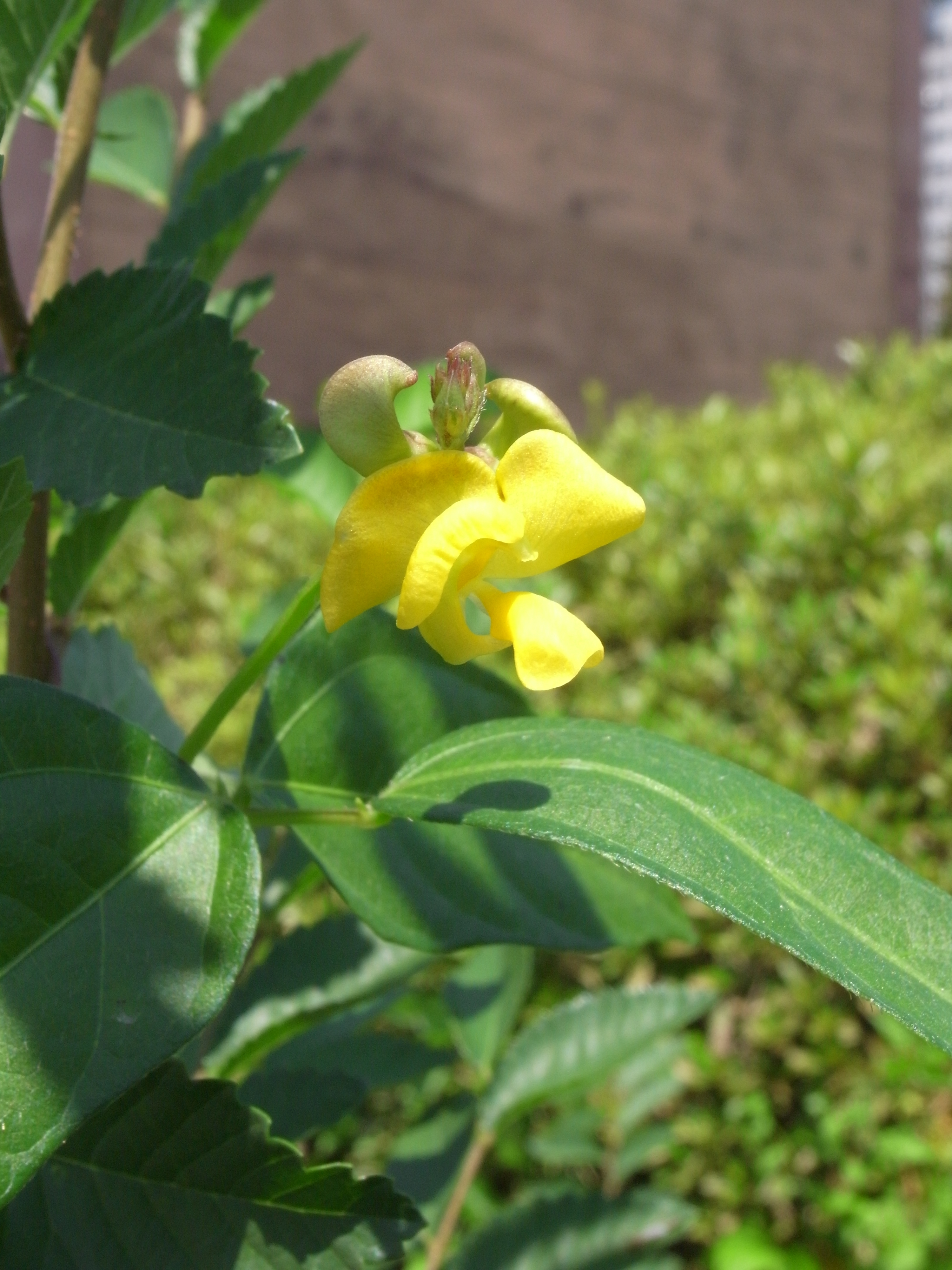
Flor

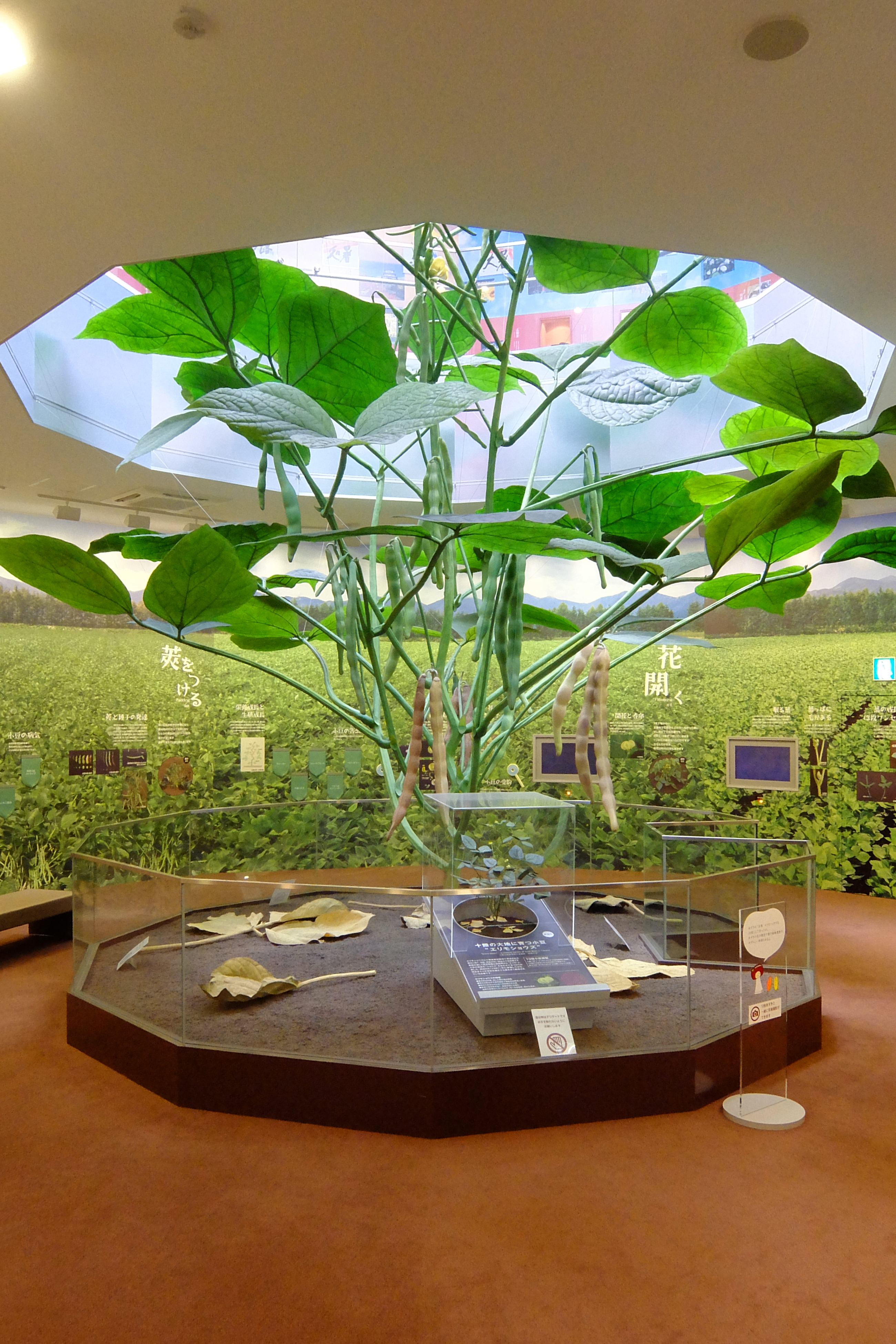
Planta ornamental

Su semilla mide unos 5 mm y normalmente tiene un color rojo intenso y uniforme con pocas variaciones, aunque raramente puede ser blanca, negra o gris.

## Descripción
Son hierbas anuales, erectas o trenzadas que alcanzan un tamaño de 30-90 cm de altura. Tallos angulares, esparcidamente pilosos. Estipulas peltadas, lanceoladas, de 8 mm, punto de unión alargado; foliolos ovados o romboidales-ovados, de 5-10 x 5-8 cm, esparcidamente pilosos en ambas superficies, ápice ampliamente triangular o subredondeado, hojuelas laterales oblicuas, enteras o ligeramente con 3 lóbulos. Las inflorescencias en racimos axilares con 5  o 6 flores, con pedúnculos. Cáliz acampanado, de 3-4 mm. Corola amarilla de 15 mm. Legumbres cilíndricas, de 5-8 x 0,5-0,6 cm, glabras o casi. Semillas de un rojo opaco o con otros colores, oblonga, de 5-6 x 4-5 mm, truncar o subredondeada en ambos extremos. Fl. jun-jul, fr. septiembre-octubre.

## Distribución
Ampliamente cultivada y silvestre en China [originaria de Asia; introducido en América, África y otros lugares].

## Gastronomía
Por su sabor dulce, se utilizan en varias gastronomías para la repostería en la forma de pasta (en japonés anko). En Malasia se usa en helado, como Ais kacang. En Japón y China se utilizan también para germinar los "brotes de soja" solo que de color rojo.
Como también se hace para la variedad negra (Vigna mungo) y la amarilla (soja verdadera: Glycine max).
Además tienen menos grasas y son más fáciles de digerir que otras variedades de judías.

## Historia
Evidencias genéticas muestran que el azuki fue cultivado primero en el Himalaya y después en China y Corea (después del 1000 a. C.), para más tarde llegar a Japón, donde actualmente es la segunda legumbre más popular después de la soja.

## Nombres
Su nombre occidental viene de su nombre japonés: アズキ (azuki).
En Japón también se utiliza el préstamo chino shōzu (小豆), que significa ‘pequeña semilla’ (en comparación con la soja: 大豆 [daizu], la ‘gran semilla’).
Es común que en kanji se escriba shozu pero se pronuncie /azuki/.
En China su nombre correspondiente (小豆 xiǎodòu) se usa todavía en la agricultura y la botánica.
Pero el término más utilizado actualmente es hongdou (红豆; hóngdòu) cuyo significado es ‘judía roja’, debido a su uniforme color rojo.
No obstante, en otros idiomas hay que tener cuidado de utilizar "judía roja" ya que puede llevar a confusiones con las judías comunes de color rojo.

## Taxonomía
Vigna angularis fue descrita por (Willd.) Ohwi & H.Ohashi y publicado en Journal of Japanese Botany 44(1): 29. 1969.
Etimología
Vigna: nombre genérico que fue otorgado en honor del botánico italiano Dominico Vigna que lo descubrió en el siglo XVII.
angularis: epíteto latíno que significa "con ángulos, angular"
Variedad
- Vigna angularis var. nipponensis (Ohwi) Ohwi & H.Ohashi

Sinonimia
- Azukia angularis (Willd.) Ohwi
- Dolichos angularis Willd.
- Phaseolus angularis (Willd.) W. Wight
- Phaseolus chrysanthos Savi
- Phaseolus mungo auct. non L.[4]

- - Krishná-mudga (‘frijol negro’, en sánscrito).[5]
  - Pachelima (‘fácil de cocinar’ en sánscrito).[6]
- Vigna angularis (Willd.) Ohwi & H. Ohwi